# Gaston Dron
Gaston Dron (19 de março de 1924 — 23 de agosto de 2008) foi um ciclista francês que competia no ciclismo de pista. Representou França nos Jogos Olímpicos de Verão de 1948 em Londres, onde conquistou a medalha de prata na prova tandem, juntamente com René Faye.

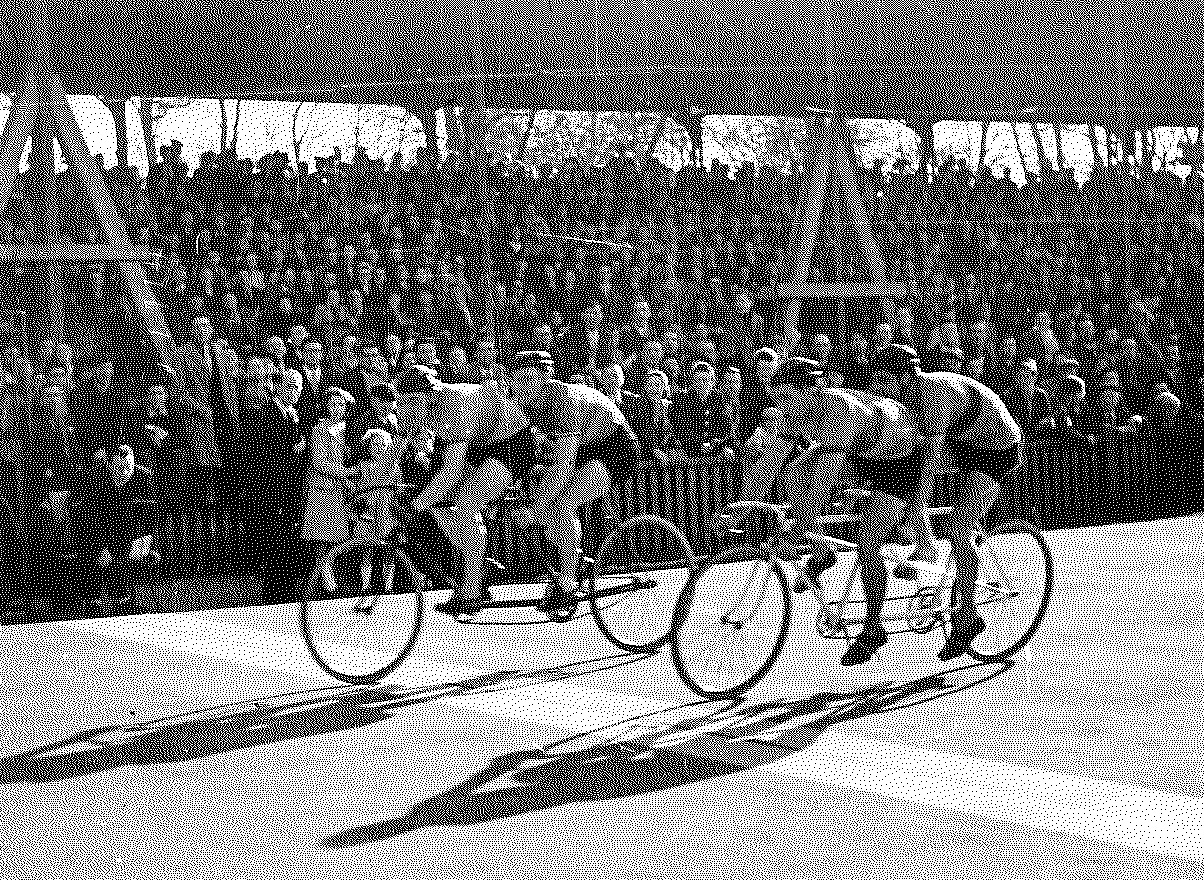
Gaston Dron em tandem